# Ignacio León Velasco
Ignacio León Velasco y Velasco SI (ur. 11 kwietnia 1834 w Popayánie, zm. 10 kwietnia 1891 w Bogocie) – kolumbijski duchowny rzymskokatolicki, jezuita, biskup Pasto i arcybiskup Santa Fe w Nowej Grenadzie.

## Biografia
19 sierpnia 1860 otrzymał święcenia prezbiteriatu i został kapłanem Towarzystwa Jezusowego. Pracował jako nauczyciel na emigracji, m.in. w Ekwadorze i w Hiszpanii, gdyż jezuici byli wówczas wygnani przez antyklerykalne rządy Kolumbii.
15 marca 1883 papież Leon XIII mianował go biskupem Pasto. 3 czerwca 1883 w kościele jezuickim w Quito przyjął sakrę biskupią z rąk arcybiskupa Quito José Ignacio Ordóñeza. Współkonsekratorami byli biskup Ibarry Pedro Rafael González y Calixto oraz koadiutor wikariusza apostolskiego Tahiti Marie-Joseph Verdier SSCC. W związku z nominacją po latach emigracji powrócił do Kolumbii.
27 maja 1889 ten sam papież mianował go arcybiskupem Santa Fe w Nowej Grenadzie. Ingres do stołecznej katedry odbył 5 września 1889. Zasiadał na niej do śmierci 10 kwietnia 1891. Zmarł w budynku nowicjatu Towarzystwa Jezusowego w Bogocie.